# 桜井兵五郎
櫻井 兵五郎（桜井 兵五郎、さくらい ひょうごろう、1880年（明治13年）8月8日 - 1951年（昭和26年）2月11日）は、大正から昭和期の実業家、政治家。衆議院議員、国務大臣、石川県会議員。幼名・正清。

## 来歴・人物
石川県鳳至郡柳田村（現:鳳珠郡能登町）で桜井源次の長男として生まれる。1911年3月、早稲田大学政治経済学科を卒業。1915年4月、日本タイプライター株式会社（現キヤノンセミコンダクターエクィップメント）を創立し常務となる。その他、北陸毎日新聞社長・副社長、北日本耐火煉瓦社長、日本観光社長などを務めた。
1913年7月から1915年4月まで石川県会議員となる。1915年3月の第12回衆議院議員総選挙に石川県郡部区から立憲同志会に属して出馬し当選。1916年11月27日、大審院で衆議院議員選挙無効訴訟事件の上告が棄却され議員を退職。その後再選挙となるが再び当選。第13回総選挙でも再選された。その後、1928年2月の第16回衆議院議員総選挙から1942年4月の第21回総選挙まで6回連続で当選した。所属政党では、立憲民政党総務、同党政務調査会長、同党幹事長、翼賛議員同盟総務などを務め、戦後は日本進歩党に所属したが、間もなく公職追放となった。
また、1931年4月に第2次若槻内閣の商工参与官。1932年、金沢市の湯涌温泉で白雲楼ホテルを開業する。
1934年10月、岡田内閣の拓務政務次官となる。太平洋戦争を迎え、1942年3月、陸軍省事務嘱託（親任官待遇）・第15軍司令部付・軍政顧問に就任しビルマに赴任。
ビルマ軍政機関最高政治顧問としてビルマの宗教的遺物の日本への移送を監督した。
1945年4月、鈴木貫太郎内閣に国務大臣（無任所）として入閣した。
戦後、1945年12月2日、連合国軍最高司令官総司令部は桜井を逮捕するよう命令（第三次逮捕者59名中の1人）。A級戦犯容疑者として拘留されたが、1947年9月に釈放された。
1951年2月11日、日本タイプライター本社の社長室で死去した。享年70。横浜市長の平沼亮三を葬儀委員長とする社葬が営まれた。

## 著作
- 『日本打開論』帝国地方行政学会、1927年。
- 『日本の情勢と産業合理化』近田商会、1930年。
- 『第七十六議会報告書:附・衆議院予算総会劈頭代表質問』高井良恭輔、1941年。

## 親族
- 三男 櫻井廣明（石川県議会議員）